# SAKURA, I love you?
Singles de Kana Nishino
Tatoe Donna ni…
(2011) Watashi-tachi
(2012)
Pistes de Love Place
Honey Tatoe Donna ni…
SAKURA, I love you? est le 16e single de la chanteuse de J-pop Kana Nishino.

## Présentation
Il est sorti sous le label SME Records Inc. le 7 mars 2012 au Japon. Il sort au format CD et CD+DVD. Il atteint la 6e position à l'Oricon. Il se vend à 33 377 exemplaires la première semaine et reste classé 10 semaines pour un total de 53 676 exemplaires vendus. La chanson SAKURA, I love you? se trouve sur l'album Love Place et sur la compilation Love Collection ~pink~.

## Pistes
| 1. | SAKURA, I love you? | Kana Nishino                 | Jeff Miyahara                                 | 4:42 |
| 2. | My Baby             | Kana Nishino                 | SKY BEATZ, FASTLANE, Lisa Desmond             | 4:13 |
| 3. | sweet sweet         | Kana Nishino, DJ Mass, ENVIE | DJ Mass, Hiroshi Yoshida, hiro:n, Kyoko Osako | 3:19 |

| 1. | Kanayan X’mas 2011 ~Digest~ |  |